# Spelaeomysis quinterensis
Spelaeomysis quinterensis is een kreeftachtigensoort uit de familie van de Lepidomysidae. De wetenschappelijke naam van de soort is voor het eerst geldig gepubliceerd in 1951 door Villalobos.